# Arthur Laing
Arthur Laing PC (* 9. September 1904 in Eburne, British Columbia; † 13. Februar 1975) war ein kanadischer Wirtschaftsmanager, Unternehmer und Politiker der Liberalen Partei, der sowohl Abgeordneter des Unterhauses als auch Mitglied des Senats sowie mehrmals Minister war.

## Leben
Nach dem Schulbesuch absolvierte Laing ein Studium der Agrarwissenschaften, das er mit einem Bachelor of Science in Agriculture (B.S.A.) abschloss. Danach war er als Manager und Unternehmer in der Privatwirtschaft tätig.
Bei der Unterhauswahl vom 27. Juni 1949 wurde er als Kandidat der Liberalen Partei erstmals zum Abgeordneten in das Unterhaus gewählt und vertrat in diesem bis zu seinem Rücktritt 1953 den Wahlkreis Vancouver South. Während dieser Zeit war er auch Mitglied mehrerer Ständiger Ausschüsse des Unterhauses.
Nachdem er am 2. Mai 1953 als Nachfolger von Byron Ingemar Johnson zum Vorsitzenden der Liberalen Partei in der Provinz British Columbia gewählt wurde, führte er seine Partei in die Wahl zur Legislativversammlung von British Columbia am 9. Juni 1953. Obwohl er selbst im Wahlkreis Vancouver-Point Grey zum Mitglied der Legislativversammlung gewählt, verlor seine Partei noch einmal zwei Sitze und war fortan nur noch mit vier Mitgliedern in diesem Provinzparlament vertreten. Bei der Wahl zur Legislativversammlung am 19. September 1956 verlor er sein eigenes Mandat und auch die Partei war nur noch mit zwei Mitgliedern vertreten. Aufgrund der schlechten Wahlergebnisse trat er schließlich am 9. April 1959 vom Amt des Vorsitzenden der Liberalen Partei British Columbias zurück, woraufhin Ray Perrault sein Nachfolger wurde.
Bei der Unterhauswahl vom 18. Juni 1962 wurde Laing schließlich wieder zum Abgeordneten in das Unterhaus gewählt und vertrat dort erneut bis zum 1. September 1972 den Wahlkreis Vancouver South.
Am 22. April 1963 wurde er von Premierminister Lester Pearson zum Minister für nördliche Angelegenheiten und natürliche Ressourcen in das 19. kanadische Kabinett berufen. Im Rahmen einer Kabinettsumbildung übernahm er am 1. Oktober 1966 das Amt des Ministers für Indianerangelegenheiten und die Entwicklung des Nordens und behielt dieses Amt auch in der von Pearsons Nachfolger als Premierminister, Pierre Trudeau, am 20. April 1968 gebildeten 20. Regierung Kanadas. Bei einer erneuten Kabinettsumbildung wurde er am 6. Juli 1968 von Trudeau zum Minister für öffentliche Arbeiten ernannt, ehe er schließlich vom 28. Januar bis zum 26. November 1972 Minister für Veteranenangelegenheiten im 20. Kabinett war.
Nach seinem Ausscheiden aus dem Unterhaus wurde er am 1. September 1972 auf Vorschlag von Premierminister Trudeau Mitglied des Senats und vertrat in diesem bis zu seinem Tod am 13. Februar 1975 den Senatsbezirk Vancouver South.
Ihm zu Ehren wurde die Arthur Laing Bridge benannt, die Vancouver mit Sea Island verbindet, auf der sich der Vancouver International Airport befindet. Diese am 15. Mai 1976 für den Verkehr freigegebene Brücke entlastet somit die Oak Street Bridge.